# Oceretnea, Krîve Ozero
Oceretnea (în ucraineană Очеретня) este o comună în raionul Krîve Ozero, regiunea Mîkolaiiv, Ucraina, formată numai din satul de reședință.

## Demografie
Componența lingvistică a comunei Oceretnea
     Ucraineană (95,39%)
     Rusă (2,48%)
     Română (2,01%)
     Alte limbi (0,12%)
Conform recensământului din 2001, majoritatea populației comunei Oceretnea era vorbitoare de ucraineană (95,39%), existând în minoritate și vorbitori de rusă (2,48%) și română (2,01%).